# Starwood Hotels & Resorts Worldwide
« Starwood » redirige ici. Pour la société privée de gestion d'investissements, voir Starwood Capital Group.
« Westin » redirige ici. Pour la marque  d'hôtels de luxe, voir Westin Hotels & Resorts.
Pour les articles homonymes, voir Starwood (homonymie).
Starwood Hotels & Resorts Worldwide est un groupe hôtelier américain dont le siège social est situé à Stamford, dans le Connecticut.

## Historique

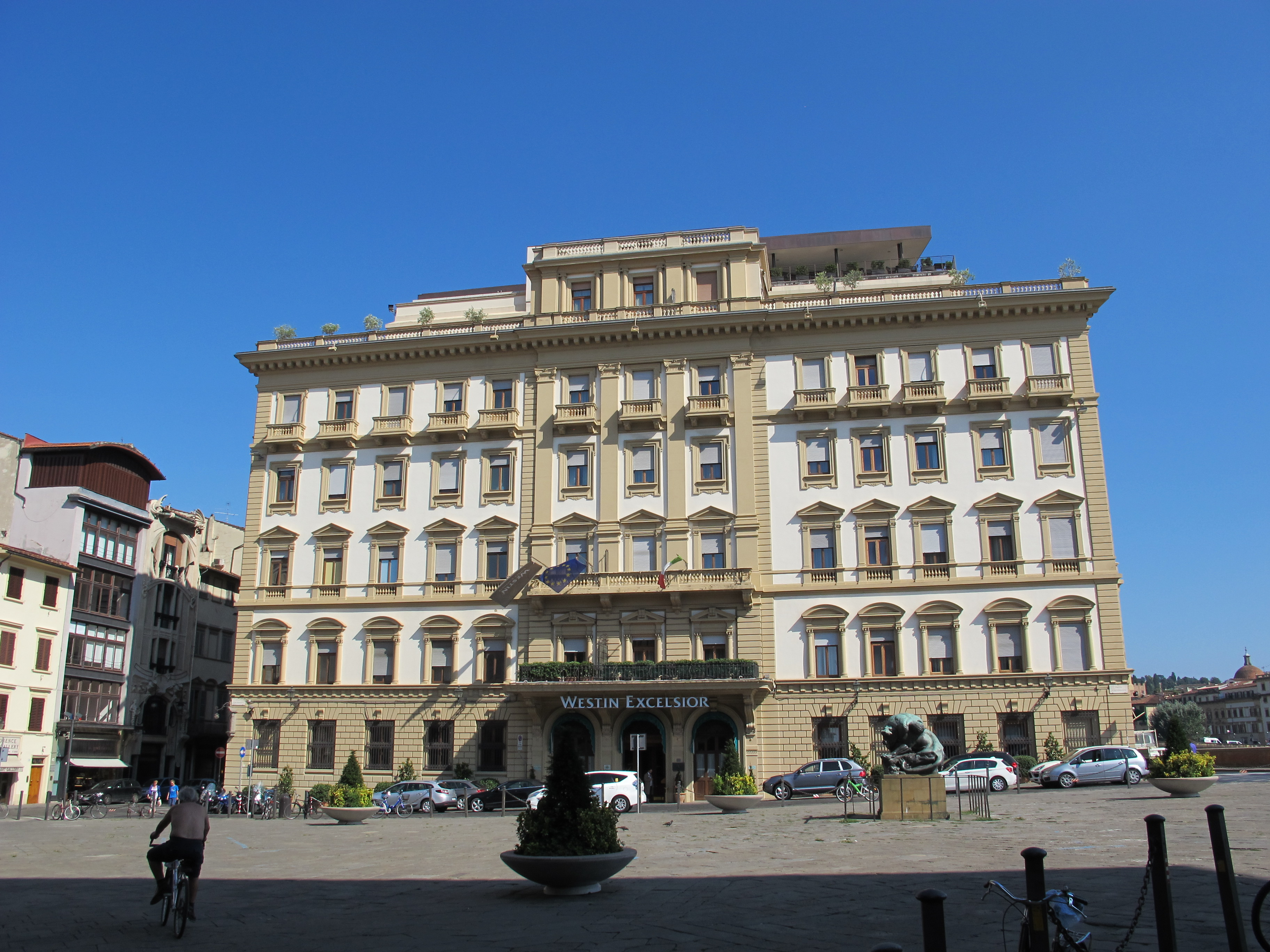
Le Palazzo Bonaparte, hôtel Westin à Florence.

En novembre 2015, Marriott annonce l'acquisition de Starwood Hotels & Resorts Worldwide pour la somme de 12,2 milliards de dollars ce qui en fait le plus gros groupe hôtelier mondial, avec 5 500 hôtels et près de 1,1 million de chambres.
En mars 2016, un consortium d'invertisseurs chinois mené par Anbang annonce une offre de 12,8 milliards sur Starwood Hotels & Resorts Worldwide. Le même mois, Marriott augmente son offre à 13,6 milliards de dollars, puis Anbang augmente à son tour son offre à 14 milliards de dollars, avant d'abandonner son offre juste après.

## Activité
Starwood est un des plus importants groupes hôteliers et de loisirs dans le monde avec plus de 1 200 sites dans plus de 100 pays et 180 400 salariés dans les sites qu’il possède ou gère.
Doté de marques renommées au niveau international, Starwood est un acteur intégré, à la fois propriétaire, gestionnaire et franchiseur d'hôtels, parmi lesquels St. Regis à Rome, The Luxury Collection, Sheraton, Westin, Aloft, Element, Four Points by Sheraton, Le Méridien, W brands, ainsi que Starwood Vacation Ownership, Inc., un des créateurs et des premiers opérateurs sur le marché des résidences hôtelières de luxe spécialisées dans la formule « temps partagé ».